# Carles Pons Forés
Carles Pons Forés (Vilafranca, Alt Maestrat, 27 de novembre de 1955 - 25 de març de 1999) fou un mestre, actor, dramaturg, director i escriptor de Vilafranca (País Valencià). El seu nom està vinculat a l'Aula de Teatre i Dansa de la Universitat Jaume I. Els seus inicis en el teatre van ser de la mà de la companyia La Xula. Va interpretar papers per a televisions com TVV, Antena 3 i TVE. Va pertànyer al Centre Dramàtic de la Generalitat. Des de la seua mort, ha rebut diversos homenatges. També va tindre un vessant pedagògic participant en campanyes com l'Aplec dels Ports o "Teatre a l'Escola", impulsada per la Diputació Provincial de Castelló. De fet, després d'un període de docència, el 1984 va ser nomenat assessor artístic del CEP de Castelló (Centre de Formació Permanent del Professorat que avui en dia s'anomena CEFIRE Territorial de Castelló) des d'on va coordinar diferents activitats de formació com els tallers d'animació lectora, de didàctica del teatre i de poesia per a docents.
Com a autor teatral contemporani cal destacar les seues obres "Puja't al carro", una peça molt amena i didàctica sobre la història del teatre; "Baco, Eros i Fortuna", on va saber adaptar els clàssics tot donant-los un toc ben mediterrani; “Baixar al moro”, versió valenciana de l'arxiconeguda “Bajarse al moro” de Jose Luis Alonso de Santos; “L'aniversari de D. Eduardo”, homenatge al sainetista valencià Eduard Escalante; “El llibre de la selva”, adaptació teatral per a públic jove del clàssic de R. Kipling que va triomfar al Centre Teatral Escalante; i “Chapao”, sobre la realitat d'un barri marginal de la ciutat de València.